# Cerinosterus
Cerinosterus es un género de hongos anamorfos del orden Dacrymycetes. El gémero es monotípico y contiene la única especie Cerinosterus luteoalbus.
La especie y el género se describieron formalmente en 1987. Cerinosterus es similar en morfología a Sporothrix; las características comunes incluyen hifas septadas con doliporos y parentosomas no perforados.